# Xylota bimaculata
Xylota bimaculata är en tvåvingeart som först beskrevs av Tokuichi Shiraki 1930.  Xylota bimaculata ingår i släktet vedblomflugor, och familjen blomflugor.
Artens utbredningsområde är Taiwan. Inga underarter finns listade i Catalogue of Life.